# SG Aufbau Eisenhüttenstadt
Die Sportgemeinschaft Aufbau Eisenhüttenstadt, kurz SG Aufbau Eisenhüttenstadt, war ein deutscher Sportverein aus der brandenburgischen Stadt Eisenhüttenstadt.
Der Verein wurde, am 20. November 1951, als Betriebssportgemeinschaft gegründet.
Die erste Herrenmannschaft spielte in ihrer letzten Saison in der Landesklasse-Staffel Ost im Fußball-Landesverband Brandenburg, bevor sie zum 30. Juni 2016 aufgelöst wurde.

## Geschichte der Fußballabteilung

### Gründung
Auf dem III. Parteitag der SED vom 20. bis 24. Juli 1950 wurde der Beschluss zum Bau des Eisenhüttenkombinats Ost (EKO) und einer Wohnstadt westlich von Fürstenberg (Oder) gefasst. Der Volkseigene Betrieb (VEB) Bau-Union Fürstenberg, der maßgeblich am Bau des Eisenhüttenkombinats Ost (EHK Ost) beteiligt war, gründete am 20. November 1951 die Betriebssportgemeinschaft (BSG) Aufbau Fürstenberg (Oder), um sich nach getaner Arbeit einer sportlichen Betätigung zu widmen. Ob es fortan Kegeln, Boxen, Gymnastik, Tanz, Turnen, Leichtathletik, Kanu-Wasserwandern, Kanu-Rennsport, Volleyball, Basketball oder Schwimmen war, in denen sich die vielen Mitglieder in ihrer Freizeit engagierten, alle einte ihre pflichtvolle und unbeschwerte Hingabe für den Sport und den Verein. Eine wechselvolle Geschichte in allen Abteilungen, mit vielen hervorragenden Leistungen und sportlichen Erfolgen auf regionaler und überregionaler Ebene, schloss sich an.

### 1950er Jahre
Mit dem Fußball fing es 1951 bei der BSG Aufbau Fürstenberg (Oder), der zweitgrößten Betriebssportgemeinschaft des ehemaligen Kreises Fürstenberg (Oder), an. Anfänglich nur mit Freundschaftsspielen, unter anderem gegen den großen Rivalen vom Betrieb EHK Ost, der BSG Stahl. In den Ligaspielbetrieb stieg die BSG Aufbau zur Saison 1951/52 in der damaligen Kreisklasse Brandenburg auf. Dort konnte sich die BSG souverän die Kreismeisterschaft sichern und den damit verbundenen Aufstieg in die Bezirksklasse Brandenburg. Aufgrund der Verwaltungsreform vom 23. Juli 1952 wurden die Länder auf dem Gebiet der DDR abgeschafft und durch Bezirke ersetzt. Dementsprechend wurden die Landesligen mit Beginn der Fußballsaison 1952/1953 aufgelöst und die Vereine auf die neu geschaffenen Bezirksligen verteilt. Für die BSG Aufbau bedeutete dies das der Spielbetrieb in der Bezirksklasse Frankfurt (Oder), der damaligen 4. Liga im DDR-Fußball aufgenommen wurde. Bereits zum Saisonende ging es wieder, als Tabellenletzter, in die damalige Kreisklasse runter. Am 1. Februar 1953 wurde die Wohnstadt als selbstständiger Stadtkreis aus dem Kreis Fürstenberg herausgelöst und am 7. Mai 1953 aus Anlass des Todes von Stalin in Stalinstadt umbenannt, diesen Namen erhielt ebenfalls die BSG Aufbau. Im Bereich Fußball wurden keine besonderen Leistungen erzielt. Man spielte bis Ende der 50er Jahre lediglich auf Kreisklassenebene.

### 1960er Jahre
Mit dem Wechsel der Dekade kam der sportliche Erfolg im Bereich Fußball zurück. Mit dem Gewinn der Kreismeisterschaft in der Saison 1960/61 meldete sich der Verein wieder in der Bezirksklasse Frankfurt (Oder) zurück. Am 13. November 1961 wurde, im Rahmen der Entstalinisierung, die BSG Aufbau Stalinstadt wieder in BSG Aufbau Eisenhüttenstadt umbenannt. Die erste Saison, seit fast zehn Jahren Abwesenheit, in der Bezirksklasse, wurde nicht wie befürchtet zum Misserfolg, im Gegenteil konnte sich die BSG oben an der Tabellenspitze festsetzen. Die Spielzeiten 1962–1964 konnte sich die BSG Aufbau wieder oben mit an der Spitze etablieren. Die Vizemeisterschaft und somit knapp verpassten Aufstieg, konnten in der Saison 1964/65 und 1965/66, nachgewiesen werden. Der große Erfolg kam endlich in der Spielzeit 1966/67. Durch den Gewinn der Meisterschaft in der Bezirksklasse Frankfurt (Oder) gelang der BSG Aufbau Eisenhüttenstadt der Aufstieg in die Bezirksliga und bis dato größte Vereinserfolg. Als Aufsteiger wurden die Leistungen aus den Vorjahren weiter bestätigt. Dies spiegelte sich mit den Plätzen 4, 5 und 7 wider. Damit konnte der Verein auf ein erfolgreiches Jahrzehnt zurückblicken.

### 1970er Jahre
Die 1970er Jahre waren nicht allzu sehr von Spannung geprägt. Fußballerisch spielte die BSG Aufbau stets in der Bezirksliga-Bezirk Frankfurt (Oder). Dort konnte nie an die Leistungen der Vorjahre anknüpft werden. Die beste Platzierung war der 4. Platz in der Saison 1979/80. Die anderen Jahre war es ein Auf und Ab in der Tabelle. Das größte Highlight war in der Saison 1973/74. Die BSG Aufbau Eisenhüttenstadt sicherte sich zum allerersten Mal den FDGB-Bezirkspokal für den Bezirk Frankfurt (Oder). Dieser Sieg berechtigte dem Verein, in der Folgesaison, die Teilnahme am FDGB-Pokal und somit das große Kräftemessen mit den Vereinen aus der DDR-Oberliga. In der 1. Hauptrunde 1974/75, im FDGB-Pokal, kam es zum Kräftemessen mit dem damaligen DDR-Ligisten BSG Motor Eberswalde. Dort unterlag die BSG Aufbau knapp mit 0:1 n. V. womit der große Traum von der großen Bühne schnell vorbei war.

### 1980er Jahre
Die BSG Aufbau Eisenhüttenstadt konnte den Schwung aus der Vorsaison nicht mitnehmen. Es reichte lediglich, in der Saison 1980/81, nur für den 9. Tabellenplatz. Dass dies ein Zeichen für den weiteren Werdegang des Vereines war, vermutete zum damaligen Zeitpunkt noch keiner. Mit Platz 10 in der neuen Saison und Platz 13, in der Saison 1982/83, war der Abstieg, nach 16 Jahren Bezirksliga, besiegelt. Durch einen Umbruch im Verein konnte der direkte Wiederaufstieg nicht gewährleistet werden. Am Ende verbrachte die BSG Aufbau vier Spielzeiten in der damaligen Bezirksklasse. Erst 1986/87 wurde die Meisterschaft in der Liga und dem damit verbundenen ersehnten Aufstieg in die Bezirksliga gesichert. In den letzten drei Spielzeiten bis 1990, konnte sich die BSG Aufbau souverän, stets in der oberen Tabellenhälfte, die Liga halten.

### 1990er Jahre
Am 1. Juli 1990 gründeten Mitglieder der BSG Aufbau die Sportgemeinschaft (SG) Aufbau, und ebenfalls wurden die bestehenden Sportsektionen als Abteilungen übernommen. Die 1. Fußballmannschaft startete wieder in der Bezirksliga Frankfurt (Oder), die nach Gründung des Nordostdeutschen Fußballverbandes zur 4. Liga wurde. Bereits ein Jahr später qualifizierte der Verein sich für die neu aufgestellte Verbandsliga. Diese wurde vier Spielzeiten gehalten. Nach dem Abstieg aus der Verbandsliga in der Saison 1994/95 spaltete sich der Verein. Am 1. Oktober 1995 wurde entschlossen den Vereinsnamen, in VfB Eisenhüttenstadt und das Vereinswappen zu ändern. Unter neuer Vereinsstruktur startete die BSG Aufbau in der Saison 1995/96 in der Landesliga Süd. Die Erfolge blieben lediglich aus. Der Tiefpunkt war der erneute sportliche Abstieg in die Landesklasse Ost, 1997/98. Nach zwei weiteren Spielzeiten, mit durchschnittlichen Leistungen, wurde zum 30. Juni 2000 erneut eine Strukturänderung im Verein durchgeführt. Diese beinhaltete die erneute Änderung des Vereinsnamens und Vereinswappens.

### 2000er Jahre
Mit geänderten Vereinsnamen begannen die 2000er sehr erfolgreich. Man konnte sich in der Saison 2000/01 und 2001/02 stets oben, in der Landesklasse, in der oberen Tabellenhälfte etablieren. Nach einem kleinen sportlichen Einbruch in der Saison 2002/03, mit Platz 10, wurde im Folgejahr glorreich die Meisterschaft gesichert. Damit kehrte nach 6 Jahren, die SG, wieder zurück in die Landesliga. Dort wurde nicht nur Klassenerhalt gesichert, sondern spielte, die SG Aufbau, bis zum Schluss oben um die Tabellenspitze mit. Diese Leistungen konnten in der Saison 2005/06 nicht erneut abgerufen werden und stieg am Ende der Saison erneut, in die Landesklasse, ab. Von diesem Abstieg konnte sich der Verein nicht mehr erholen und an den alten Erfolge anknüpfen. Man konnte knapp die Klasse halten. In den Spielzeiten 2007/08 – 2009/2010, wurde noch einmal erfolgreicher Fußball gespielt und konnte sich oben in der Tabelle festsetzen.

### 2010er Jahre
In der Spielzeit 2010/2011 konnte nicht mehr an die drei erfolgreichen Jahre zuvor angeknüpft werden. Lediglich der 11. Platz konnte erreicht werden. Im Jahr darauf der größte Tiefschlag in der Vereinsgeschichte seit 1990. Nach 30 Spielen stand der Abstieg in der Saison 2011/12 in die Kreisliga fest. Die SG Aufbau ließ sich durch den Abstieg nicht demoralisieren und konnte den direkten Wiederaufstieg in die Landesklasse sicherstellen. Mit dem 8. Platz 2013/14 und dem 12. Platz 2014/15 lief der Verein seinen sportlichen Erwartungen hinterher. Ein kleiner Lichtblick war der Gewinn des Kreispokales. Im Finale wurde der VfB Fünfeichen mit 4:3 n. V. besiegt und qualifizierte sich damit nach langer Abstinenz wieder für den Landespokal. Dort war in der 1. Runde gegen den OFC Eintracht 1901 alles vorbei.
Die letzte Vereinssaison als Verein mit eigener Fußballabteilung wurde mit dem letzten Tabellenplatz in der Landesklasse Ost abgeschlossen. Dies wäre in der Saison 2015/16 der sportliche Abstieg in die Kreisoberliga gewesen. Allerdings wurde bereits im Sommer 2015 bekannt, dass der Eisenhüttenstädter FC Stahl, die Sektion Fußball der SG Aufbau Eisenhüttenstadt, der 1. FC Fürstenberg und der Jugendförderverein Eisenhüttenstadt 2012 eine Fusion zu einem Großverein anstrebten.
Somit wechselte die Fußballabteilung von der SG Aufbau ab dem 1. Juli 2016 in den neu gegründeten FC Eisenhüttenstadt. Die Abteilungen Boxen, Kanu und Schwimmen verbleiben weiterhin im Verein SG Aufbau Eisenhüttenstadt.

## Vereinsfarben und -wappen
Das Vereinswappen wurde in den 1950er Jahren entworfen und erstmals eingesetzt. SG Aufbau Eisenhüttenstadt trug seit seiner Gründung 1951 die Farben Blau, Rot und Gold. Das Auswärtstrikot wird traditionell in Weiß gehalten.
Das heutige Vereinswappen ist in den Farben Blau, Weiß und Rot gehalten.
| BSG Aufbau Eisenhüttenstadt | SG Aufbau Eisenhüttenstadt | VfB Eisenhüttenstadt | SG Aufbau Eisenhüttenstadt |
|                             |                            |                      |                            |
| 1961 – 1990                 | 1990 – 1995                | 1995 – 2000          | 2000 – 2016                |

## Spiel- und Trainingsstätten
Für die Fußballer der BSG rollte 1956 an der Diehloer Straße zum ersten Mal der Lederball, damals noch auf einem Schotterplatz (Hartplatz). Erst im Juli 1984 begann die Sektion Fußball die Spielfläche mit Mutterboden aufzubessern und Rasen auszusäen. Um den Trainings- und Spielbetrieb aufrechtzuerhalten, wurde kurzerhand ins Inselstadion gewechselt. Zwei Jahre später, zur Saison 1986/87 konnte der neue Rasenplatz eingeweiht werden. Einige Jahre später folgte der Bau einer hälftigen Flutlichtanlage, um den Trainingsbetrieb in den dunklen Herbst- und Wintermonaten zu garantieren. Mit der Jahrtausendwende entstand neben dem Hauptplatz ein kleiner Trainingshartplatz mit Flutlichtanlage.
Nach 20 Jahren mehr oder weniger schwierigen Trainingsbedingungen beschloss der Vorstand der SG Aufbau Eisenhüttenstadt, die Bemühungen der Abteilung Fußball zur Errichtung einer Großfeld-Flutlichtanlage zu unterstützen. Bereits im Jahr 2011 wurden die ersten Ideen zu Plänen verfeinert und Anträge an Ämter geschickt. Ein Jahr darauf wurden die Lichtmasten und Scheinwerfer angeschafft sowie die Kabelschächte und Fundamente ausgehoben. Im Frühjahr 2013 wurden die Masten aufgerichtet und nach der endgültigen Finanzierung konnten im Oktober des gleichen Jahres die Scheinwerfer montiert und ausgerichtet werden. Während an so mancher Sportstätte der Region der Zahn der Zeit nagt und der schleichende Verfall sichtbar wird, kümmern sich alle Aufbauer mit bewundernswertem Aufwand um den Erhalt ihrer Sportstätten. Auch die Fußballer der Herren- und Seniorenmannschaft, die in Eigenregie den Sportplatz an der Diehloer Straße bewirtschaften und in Schuss halten, tragen einen kostbaren Anteil am Fortbestehen der SG Aufbau Eisenhüttenstadt bei.
| Sportstätte an der Diehloer Straße                                                         |  |
|                                                                                            |  |
| Sportstätte der SG Aufbau Eisenhüttenstadt mit einem Fassungsvermögen von ca. 2000 Plätzen |  |

## Jugendabteilung
Die Jugendarbeit lag bis Ende 2011 noch selbst in den Händen der SG Aufbau Eisenhüttenstadt. Zur Konzentration des Eisenhüttenstädter Fußball-Sportes gründeten, am 7. Februar 2012, die Nachwuchsabteilungen des Eisenhüttenstädter FC Stahl, SG Aufbau Eisenhüttenstadt und des 1. FC Fürstenberg die Nachwuchsabteilung Jugendförderverein Eisenhüttenstadt 2012. Die neue Nachwuchsabteilung startete, ab dem 1. Juli 2012, mit 11 Fußball-Mannschaften, mit etwa 150 Nachwuchsspielern, in ihren jeweiligen Ligen. Dazu zählten die A-Junioren in der Landesklasse Süd, die B-Junioren in der Brandenburgliga, die C-Junioren in der Brandenburgliga, die D1-Junioren in der Landesliga Süd, die D2-Junioren in der Kreisliga, die E 1-Junioren in der Landesliga Süd, die E2-Junioren in der Kreisliga sowie drei F-Junioren-Mannschaften in der Kreisliga. So war es im landesweiten Konzentrationsprozess unter den Fußballvereinen zu erklären, dass die Eisenhüttenstädter in Brandenburg die ersten waren, die solch einen Förderverein gründeten.

Durch die Fusion der drei Eisenhüttenstädter Fußballvereine, Eisenhüttenstädter FC Stahl, SG Aufbau Eisenhüttenstadt und des 1. FC Fürstenberg im Sommer 2016 wurden die Nachwuchsabteilungen vom Jugendförderverein Eisenhüttenstadt 2012 übernommen. Die Nachwuchsabteilung umfasste zur damaligen Zeit 170 Nachwuchsspieler aufgeteilt auf.
| Letzte Spielzeit 2015/16               |                                                     |                                                     |             |        |       |               |             |       |        |
| Abteilung                              | Liga                                                | Liga                                                | Platz (von) | Spiele | Siege | Unentschieden | Niederlagen | Tore  | Punkte |
| A - Junioren                           | Brandenburgliga > Land Brandenburg                  | Brandenburgliga > Land Brandenburg                  | 07.(14)     | 26     | 9     | 5             | 12          | 40:50 | 32     |
| B - Junioren                           | Brandenburgliga > Land Brandenburg                  | Brandenburgliga > Land Brandenburg                  | 13.(14)     | 26     | 2     | 4             | 20          | 25:86 | 10     |
| C - Junioren I                         | Landesklasse > Land Brandenburg - Staffel Süd       | Landesklasse > Land Brandenburg - Staffel Süd       | 10.(12)     | 22     | 6     | 3             | 13          | 36:74 | 21     |
| C - Junioren II                        | 1. Kreisklasse > Kreis Ostbrandenburg               | 1. Kreisklasse > Kreis Ostbrandenburg               | 10.(12)     | 20     | 6     | 1             | 13          | 46:91 | 13     |
| D - Junioren I                         | Kreisliga > Kreis Ostbrandenburg - Staffel Ost      | Meisterrunde                                        | 03.(10)     | 9      | 5     | 1             | 3           | 14:8  | 16     |
| D - Junioren I                         | Kreisliga > Kreis Ostbrandenburg - Staffel Ost      | Vorrunde                                            | 02.(08)     | 7      | 5     | 1             | 1           | 53:9  | 15     |
| D - Junioren II                        | Kreisliga > Kreis Ostbrandenburg - Staffel Ost      | Platzierungsrunde                                   | 08.(09)     | 7      | 0     | 1             | 6           | 08:79 | 01     |
| D - Junioren II                        | Kreisliga > Kreis Ostbrandenburg - Staffel Ost      | Vorrunde                                            | 08.(08)     | 7      | 0     | 0             | 7           | 07:91 | 0      |
| E - Junioren I                         | Kreisliga > Kreis Ostbrandenburg - Staffel Süd      | Meisterrunde                                        | 09.(10)     | 9      | 2     | 1             | 6           | 29:59 | 07     |
| E - Junioren I                         | Kreisliga > Kreis Ostbrandenburg - Staffel Süd      | Vorrunde                                            | 02.(08)     | 7      | 5     | 0             | 2           | 57:20 | 15     |
| E - Junioren II                        | 1. Kreisklasse > Kreis Ostbrandenburg - Staffel Süd | 1. Kreisklasse > Kreis Ostbrandenburg - Staffel Süd | 10.(10)     | 9      | 1     | 0             | 8           | 16:56 | 03     |
| E - Junioren II                        | Kreisliga > Kreis Ostbrandenburg - Staffel Süd      | Platzierungsrunde                                   | 06.(10)     | 9      | 3     | 1             | 5           | 19:53 | 10     |
| F - Junioren I                         | Kreisliga > Kreis Ostbrandenburg - Staffel Süd      | Meisterrunde                                        | 01.(10)     | 9      | 8     | 1             | 0           | 76:47 | 25     |
| F - Junioren I                         | Kreisliga > Kreis Ostbrandenburg - Staffel Süd      | Vorrunde                                            | 01.(09)     | 6      | 6     | 0             | 0           | 105:8 | 18     |
| F - Junioren II                        | Kreisliga > Kreis Ostbrandenburg - Staffel Süd      | Meisterrunde                                        | 10.(10)     | 9      | 1     | 1             | 7           | 32:64 | 04     |
| F - Junioren II                        | Kreisliga > Kreis Ostbrandenburg - Staffel Süd      | Vorrunde                                            | 02.(09)     | 6      | 4     | 0             | 2           | 77:19 | 12     |
| F - Junioren III                       | Kreisliga > Kreis Ostbrandenburg - Staffel Süd      | Platzierungsrunde                                   | 04.(08)     | 6      | 4     | 0             | 2           | 31:29 | 12     |
| F - Junioren III                       | Kreisliga > Kreis Ostbrandenburg - Staffel Süd      | Vorrunde                                            | 04.(09)     | 6      | 3     | 0             | 3           | 37:69 | 09     |
| Legende: aufgestiegen ---- abgestiegen |                                                     |                                                     |             |        |       |               |             |       |        |

## Vereinsstatistiken
Seit dem Beginn ihrer ersten Saison, im Jahre 1951 bis zu ihrer letzten Saison im Jahre 2016, konnte die SG Aufbau Eisenhüttenstadt einige Erfolge im Amateurbereich sammeln. Es hat nie für den Profibereich gereicht, dennoch zählte der Verein am Ende sechs Meisterschaften und zwei Pokalsiege.
Hinzu kamen mehrere Siege bei Turnieren, die durch andere Vereine veranstaltet wurden.
Der höchste Heimsieg wurde am 1. Juni 2002 gegen SV Alemannia Dolgelin mit einem 11:1 erzielt. Gegen den Lokalrivalen, 1. FC Fürstenberg wurde am 6. September 2014 mit 9:0 gewonnen und sicherte sich somit den höchsten Auswärtssieg in der Vereinsgeschichte.
Auf Siege folgten Niederlagen und da musste die SG Aufbau einige herbe Niederlagen einstecken. Am 27. Mai 1995 kassierte, die SG Aufbau mit einem 1:9 die höchste Heimniederlage gegen den SV Empor Mühlberg.
Die höchste Auswärtsniederlage wurde am 5. April 2010 die 2. Mannschaft vom FC Strausberg aufgestellt. Mit 0:9 geriet die SG Aufbau, in Strausberg, unter die Räder.
| Spielzeiten                                                                                     |                                                                                                 |                                                                                                 |                                                            |                                     |                                                       |                                   |                                                                  |                                               |                                                           |                                                        |                                 |
| Bezirksliga Bezirk Frankfurt (Oder)                                                             | Bezirksklasse Bezirk Frankfurt (Oder)                                                           | Kreisklasse Land Brandenburg                                                                    | Verbandsliga Land Brandenburg                              | Landesliga Land Brandenburg         | Landesklasse Land Brandenburg                         | Kreisliga Kreis Oder/Neiße        |                                                                  | FDGB-Pokal                                    | FDGB-Bezirkspokal Bezirk Frankfurt (Oder)                 | Landespokal Land Brandenburg                           | Kreispokal Kreis Ostbrandenburg |
| Deutscher Fußballverband der DDR                                                                | Deutscher Fußballverband der DDR                                                                | Deutscher Fußballverband der DDR                                                                | Fußball-Landesverband Brandenburg                          | Fußball-Landesverband Brandenburg   | Fußball-Landesverband Brandenburg                     | Fußball-Landesverband Brandenburg | Deutscher Fußballverband der DDR                                 | Deutscher Fußballverband der DDR              | Fußball-Landesverband Brandenburg                         | Fußball-Landesverband Brandenburg                      |                                 |
| 1967/68 – 1982/83 1987/88 – 1990/91                                                             | 1952/53 1961/62 – 1966/67 1983/84 – 1986/87                                                     | 1951/52 1960/61                                                                                 | 1991/92 – 1994/95                                          | 1995/96 – 1997/98 2004/05 – 2005/06 | 1998/99 – 2003/04 2006/07 – 2011/12 2013/14 – 2015/16 | 2012/13                           | 1974/75                                                          | 1967/68 – 1982/83 1987/88 – 1990/91           | 1992/93 – 2010/11 2014/15                                 | 2006/07 2011/12 – 2015/16                              |                                 |
| * Unterstellung ab 1990/91 dem NOFV; * Ab 1991/92 Abschaffung der Bezirksliga und Bezirksklasse | * Unterstellung ab 1990/91 dem NOFV; * Ab 1991/92 Abschaffung der Bezirksliga und Bezirksklasse | * Unterstellung ab 1990/91 dem NOFV; * Ab 1991/92 Abschaffung der Bezirksliga und Bezirksklasse | * Ab der Saison 2007/08 Namensänderung in Brandenburg-Liga | -                                   | -                                                     | -                                 | * 1949 bis 1990 als FDGB-Pokal geführt; * 1990/91 als NOFV-Pokal | * 1949 bis 1990 als FDGB-Bezirkspokal geführt | * Ab 1990 als Nachfolger der Bezirkspokale in Brandenburg | * Bis 2013/14 noch Kreispokal für den Kreis Oder/Neiße |                                 |

Eine genauere Zusammenfassung der einzelnen Spielzeiten, in den letzten 65 Jahren, erhält man aus der unten aufgeführten Übersicht.
| Zusammenfassung                             |                                             | | | | | | | |  |  |  |  |  |
| Wettbewerb                                  | Teilnahmen                                  | Spiele | Siege | Unentschieden | Niederlagen | Tore | Gegentore | Punkte |  |  |  |  |  |
| Bezirksliga > Bezirk Frankfurt (Oder)       | 20                                          | 526 | 202 | 114 | 210 | 854 | 938 | 720 |  |  |  |  |  |
| Bezirksklasse > Bezirk Frankfurt (Oder)     | 11                                          | 327 | 176 | 26 | 125 | 686 | 496 | 554 |  |  |  |  |  |
| Kreisklasse > Land Brandenburg              | 9                                           | In diesem Artikel oder Abschnitt fehlen noch wichtige Informationen. Hilf der Wikipedia, indem du sie recherchierst und einfügst . | In diesem Artikel oder Abschnitt fehlen noch wichtige Informationen. Hilf der Wikipedia, indem du sie recherchierst und einfügst . | In diesem Artikel oder Abschnitt fehlen noch wichtige Informationen. Hilf der Wikipedia, indem du sie recherchierst und einfügst . | In diesem Artikel oder Abschnitt fehlen noch wichtige Informationen. Hilf der Wikipedia, indem du sie recherchierst und einfügst . | In diesem Artikel oder Abschnitt fehlen noch wichtige Informationen. Hilf der Wikipedia, indem du sie recherchierst und einfügst . | In diesem Artikel oder Abschnitt fehlen noch wichtige Informationen. Hilf der Wikipedia, indem du sie recherchierst und einfügst . | In diesem Artikel oder Abschnitt fehlen noch wichtige Informationen. Hilf der Wikipedia, indem du sie recherchierst und einfügst . |  |  |  |  |  |
| Verbandsliga > Land Brandenburg             | 4                                           | 120 | 22 | 24 | 74 | 132 | 291 | 90 |  |  |  |  |  |
| Landesliga > Land Brandenburg               | 5                                           | 150 | 47 | 30 | 73 | 228 | 320 | 171 |  |  |  |  |  |
| Landesklasse > Land Brandenburg             | 15                                          | 444 | 179 | 87 | 178 | 831 | 861 | 624 |  |  |  |  |  |
| Kreisliga > Kreis Oder/Neiße                | 1                                           | 26 | 22 | 1 | 3 | 87 | 25 | 67 |  |  |  |  |  |
| Gesamt                                      | Gesamt                                      | 1593 | 648 | 282 | 663 | 2818 | 2931 | 2226 |  |  |  |  |  |
|                                             |                                             | | | | | | | |  |  |  |  |  |
| Wettbewerb                                  | Wettbewerb                                  | Teilnahmen | Spiele | Siege | Unentschieden | Niederlagen | Tore | Gegentore |  |  |  |  |  |
| FDGB-Pokal                                  | FDGB-Pokal                                  | 1 | 1 | 0 | 0 | 1 | 0 | 1 |  |  |  |  |  |
| FDGB-Bezirkspokal > Bezirk Frankfurt (Oder) | FDGB-Bezirkspokal > Bezirk Frankfurt (Oder) | 20 | 0 | 0 | 0 | 0 | 0 | 0 |  |  |  |  |  |
| Landespokal > Land Brandenburg              | Landespokal > Land Brandenburg              | 19 | 29 | 10 | 0 | 19 | 55 | 92 |  |  |  |  |  |
| Kreispokal > Kreis Ostbrandenburg           | Kreispokal > Kreis Ostbrandenburg           | 6 | 14 | 9 | 0 | 5 | 40 | 31 |  |  |  |  |  |
| Gesamt                                      | Gesamt                                      | Gesamt | 44 | 19 | 0 | 25 | 95 | 124 |  |  |  |  |  |
| * Punktewertung nach 3-Punkte Regelung!     |                                             | | | | | | | |  |  |  |  |  |

In den letzten 65 Jahren war die SG Aufbau in verschiedenen Wettbewerben vertreten. Der Verein durchlebte in der Zeit einige Hoch- und Tiefs und man spielte stets auf Amateurebene. Eine detaillierte Aufschlüsselung der abgelegten Leistungen, wird in der unten aufgeführten Darstellung gezeigt.
| Ligaergebnisse |    |                                                       | | | | | | |
| Saison | SK | Liga                                                  | Platz (von) | Siege | Unentschieden | Niederlagen | Tore | Punkte |
| 1951/52 | 5  | Kreisklasse > Land Brandenburg                        | In diesem Artikel oder Abschnitt fehlen noch wichtige Informationen. Hilf der Wikipedia, indem du sie recherchierst und einfügst . | In diesem Artikel oder Abschnitt fehlen noch wichtige Informationen. Hilf der Wikipedia, indem du sie recherchierst und einfügst . | In diesem Artikel oder Abschnitt fehlen noch wichtige Informationen. Hilf der Wikipedia, indem du sie recherchierst und einfügst . | In diesem Artikel oder Abschnitt fehlen noch wichtige Informationen. Hilf der Wikipedia, indem du sie recherchierst und einfügst . | In diesem Artikel oder Abschnitt fehlen noch wichtige Informationen. Hilf der Wikipedia, indem du sie recherchierst und einfügst . | In diesem Artikel oder Abschnitt fehlen noch wichtige Informationen. Hilf der Wikipedia, indem du sie recherchierst und einfügst . |
| 1952/53 | 4  | Bezirksklasse > Bezirk Frankfurt (Oder) - Staffel A   | 12.(12) | 3 | 1 | 16 | 31:108 | 07:33 |
| 1953/54 | 5  | Kreisklasse > Land Brandenburg                        | In diesem Artikel oder Abschnitt fehlen noch wichtige Informationen. Hilf der Wikipedia, indem du sie recherchierst und einfügst . | In diesem Artikel oder Abschnitt fehlen noch wichtige Informationen. Hilf der Wikipedia, indem du sie recherchierst und einfügst . | In diesem Artikel oder Abschnitt fehlen noch wichtige Informationen. Hilf der Wikipedia, indem du sie recherchierst und einfügst . | In diesem Artikel oder Abschnitt fehlen noch wichtige Informationen. Hilf der Wikipedia, indem du sie recherchierst und einfügst . | In diesem Artikel oder Abschnitt fehlen noch wichtige Informationen. Hilf der Wikipedia, indem du sie recherchierst und einfügst . | In diesem Artikel oder Abschnitt fehlen noch wichtige Informationen. Hilf der Wikipedia, indem du sie recherchierst und einfügst . |
| 1954/55 | 5  | Kreisklasse > Land Brandenburg                        | In diesem Artikel oder Abschnitt fehlen noch wichtige Informationen. Hilf der Wikipedia, indem du sie recherchierst und einfügst . | In diesem Artikel oder Abschnitt fehlen noch wichtige Informationen. Hilf der Wikipedia, indem du sie recherchierst und einfügst . | In diesem Artikel oder Abschnitt fehlen noch wichtige Informationen. Hilf der Wikipedia, indem du sie recherchierst und einfügst . | In diesem Artikel oder Abschnitt fehlen noch wichtige Informationen. Hilf der Wikipedia, indem du sie recherchierst und einfügst . | In diesem Artikel oder Abschnitt fehlen noch wichtige Informationen. Hilf der Wikipedia, indem du sie recherchierst und einfügst . | In diesem Artikel oder Abschnitt fehlen noch wichtige Informationen. Hilf der Wikipedia, indem du sie recherchierst und einfügst . |
| 1955/56 | 5  | Kreisklasse > Land Brandenburg                        | In diesem Artikel oder Abschnitt fehlen noch wichtige Informationen. Hilf der Wikipedia, indem du sie recherchierst und einfügst . | In diesem Artikel oder Abschnitt fehlen noch wichtige Informationen. Hilf der Wikipedia, indem du sie recherchierst und einfügst . | In diesem Artikel oder Abschnitt fehlen noch wichtige Informationen. Hilf der Wikipedia, indem du sie recherchierst und einfügst . | In diesem Artikel oder Abschnitt fehlen noch wichtige Informationen. Hilf der Wikipedia, indem du sie recherchierst und einfügst . | In diesem Artikel oder Abschnitt fehlen noch wichtige Informationen. Hilf der Wikipedia, indem du sie recherchierst und einfügst . | In diesem Artikel oder Abschnitt fehlen noch wichtige Informationen. Hilf der Wikipedia, indem du sie recherchierst und einfügst . |
| 1956/57 | 5  | Kreisklasse > Land Brandenburg                        | In diesem Artikel oder Abschnitt fehlen noch wichtige Informationen. Hilf der Wikipedia, indem du sie recherchierst und einfügst . | In diesem Artikel oder Abschnitt fehlen noch wichtige Informationen. Hilf der Wikipedia, indem du sie recherchierst und einfügst . | In diesem Artikel oder Abschnitt fehlen noch wichtige Informationen. Hilf der Wikipedia, indem du sie recherchierst und einfügst . | In diesem Artikel oder Abschnitt fehlen noch wichtige Informationen. Hilf der Wikipedia, indem du sie recherchierst und einfügst . | In diesem Artikel oder Abschnitt fehlen noch wichtige Informationen. Hilf der Wikipedia, indem du sie recherchierst und einfügst . | In diesem Artikel oder Abschnitt fehlen noch wichtige Informationen. Hilf der Wikipedia, indem du sie recherchierst und einfügst . |
| 1957/58 | 5  | Kreisklasse > Land Brandenburg                        | In diesem Artikel oder Abschnitt fehlen noch wichtige Informationen. Hilf der Wikipedia, indem du sie recherchierst und einfügst . | In diesem Artikel oder Abschnitt fehlen noch wichtige Informationen. Hilf der Wikipedia, indem du sie recherchierst und einfügst . | In diesem Artikel oder Abschnitt fehlen noch wichtige Informationen. Hilf der Wikipedia, indem du sie recherchierst und einfügst . | In diesem Artikel oder Abschnitt fehlen noch wichtige Informationen. Hilf der Wikipedia, indem du sie recherchierst und einfügst . | In diesem Artikel oder Abschnitt fehlen noch wichtige Informationen. Hilf der Wikipedia, indem du sie recherchierst und einfügst . | In diesem Artikel oder Abschnitt fehlen noch wichtige Informationen. Hilf der Wikipedia, indem du sie recherchierst und einfügst . |
| 1958/59 | 5  | Kreisklasse > Land Brandenburg                        | In diesem Artikel oder Abschnitt fehlen noch wichtige Informationen. Hilf der Wikipedia, indem du sie recherchierst und einfügst . | In diesem Artikel oder Abschnitt fehlen noch wichtige Informationen. Hilf der Wikipedia, indem du sie recherchierst und einfügst . | In diesem Artikel oder Abschnitt fehlen noch wichtige Informationen. Hilf der Wikipedia, indem du sie recherchierst und einfügst . | In diesem Artikel oder Abschnitt fehlen noch wichtige Informationen. Hilf der Wikipedia, indem du sie recherchierst und einfügst . | In diesem Artikel oder Abschnitt fehlen noch wichtige Informationen. Hilf der Wikipedia, indem du sie recherchierst und einfügst . | In diesem Artikel oder Abschnitt fehlen noch wichtige Informationen. Hilf der Wikipedia, indem du sie recherchierst und einfügst . |
| 1959/60 | 5  | Kreisklasse > Land Brandenburg                        | In diesem Artikel oder Abschnitt fehlen noch wichtige Informationen. Hilf der Wikipedia, indem du sie recherchierst und einfügst . | In diesem Artikel oder Abschnitt fehlen noch wichtige Informationen. Hilf der Wikipedia, indem du sie recherchierst und einfügst . | In diesem Artikel oder Abschnitt fehlen noch wichtige Informationen. Hilf der Wikipedia, indem du sie recherchierst und einfügst . | In diesem Artikel oder Abschnitt fehlen noch wichtige Informationen. Hilf der Wikipedia, indem du sie recherchierst und einfügst . | In diesem Artikel oder Abschnitt fehlen noch wichtige Informationen. Hilf der Wikipedia, indem du sie recherchierst und einfügst . | In diesem Artikel oder Abschnitt fehlen noch wichtige Informationen. Hilf der Wikipedia, indem du sie recherchierst und einfügst . |
| 1960/61 | 5  | Kreisklasse > Land Brandenburg                        | In diesem Artikel oder Abschnitt fehlen noch wichtige Informationen. Hilf der Wikipedia, indem du sie recherchierst und einfügst . | In diesem Artikel oder Abschnitt fehlen noch wichtige Informationen. Hilf der Wikipedia, indem du sie recherchierst und einfügst . | In diesem Artikel oder Abschnitt fehlen noch wichtige Informationen. Hilf der Wikipedia, indem du sie recherchierst und einfügst . | In diesem Artikel oder Abschnitt fehlen noch wichtige Informationen. Hilf der Wikipedia, indem du sie recherchierst und einfügst . | In diesem Artikel oder Abschnitt fehlen noch wichtige Informationen. Hilf der Wikipedia, indem du sie recherchierst und einfügst . | In diesem Artikel oder Abschnitt fehlen noch wichtige Informationen. Hilf der Wikipedia, indem du sie recherchierst und einfügst . |
| 1961/62 | 4  | Bezirksklasse > Bezirk Frankfurt (Oder) - Staffel Süd | 04.(14) | 18 | 3 | 12 | 72:43 | 39:27 |
| 1962/63 | 4  | Bezirksklasse > Bezirk Frankfurt (Oder) - Staffel Süd | 07.(12) | 8 | 6 | 8 | 45:32 | 22:22 |
| 1963/64 | 4  | Bezirksklasse > Bezirk Frankfurt (Oder) - Staffel Süd | 03.(12) | 14 | 2 | 6 | 58:33 | 30:14 |
| 1964/65 | 4  | Bezirksklasse > Bezirk Frankfurt (Oder) - Staffel Süd | 02.(13) | 16 | 2 | 6 | 76:23 | 34:14 |
| 1965/66 | 4  | Bezirksklasse > Bezirk Frankfurt (Oder) - Staffel Süd | 02.(14) | 20 | 1 | 5 | 79:24 | 41:11 |
| 1966/67 | 4  | Bezirksklasse > Bezirk Frankfurt (Oder) - Staffel Süd | 01.(14) | 22 | 1 | 3 | 76:18 | 45:7 |
| 1967/68 | 3  | Bezirksliga > Bezirk Frankfurt (Oder)                 | 04.(14) | 18 | 2 | 6 | 49:25 | 38:14 |
| 1968/69 | 3  | Bezirksliga > Bezirk Frankfurt (Oder)                 | 05.(14) | 11 | 4 | 11 | 48:34 | 26:26 |
| 1969/70 | 3  | Bezirksliga > Bezirk Frankfurt (Oder)                 | 07.(14) | 9 | 5 | 12 | 48:44 | 23:29 |
| 1970/71 | 3  | Bezirksliga > Bezirk Frankfurt (Oder)                 | 06.(16) | 14 | 6 | 10 | 58:53 | 34:26 |
| 1971/72 | 3  | Bezirksliga > Bezirk Frankfurt (Oder)                 | 11.(14) | 6 | 6 | 14 | 33:57 | 18:34 |
| 1972/73 | 3  | Bezirksliga > Bezirk Frankfurt (Oder)                 | 11.(14) | 6 | 6 | 14 | 29:54 | 18:34 |
| 1973/74 | 3  | Bezirksliga > Bezirk Frankfurt (Oder)                 | 05.(14) | 10 | 7 | 9 | 55:47 | 27:25 |
| 1974/75 | 3  | Bezirksliga > Bezirk Frankfurt (Oder)                 | 06.(14) | 14 | 0 | 12 | 52:50 | 28:24 |
| 1975/76 | 3  | Bezirksliga > Bezirk Frankfurt (Oder)                 | 10.(14) | 9 | 6 | 11 | 36:51 | 24:28 |
| 1976/77 | 3  | Bezirksliga > Bezirk Frankfurt (Oder)                 | 06.(14) | 12 | 5 | 9 | 35:42 | 29:23 |
| 1977/78 | 3  | Bezirksliga > Bezirk Frankfurt (Oder)                 | 09.(14) | 6 | 12 | 8 | 44:50 | 24:28 |
| 1978/79 | 3  | Bezirksliga > Bezirk Frankfurt (Oder) - Staffel West  | 08.(16) | 9 | 11 | 10 | 41:48 | 29:31 |
| 1979/80 | 3  | Bezirksliga > Bezirk Frankfurt (Oder) - Staffel Süd   | 04.(14) | 12 | 7 | 7 | 40:33 | 31:21 |
| 1980/81 | 3  | Bezirksliga > Bezirk Frankfurt (Oder) - Staffel Süd   | 09.(14) | 8 | 8 | 10 | 29:36 | 24:28 |
| 1981/82 | 3  | Bezirksliga > Bezirk Frankfurt (Oder) - Staffel Süd   | 10.(14) | 9 | 3 | 14 | 57:65 | 21:31 |
| 1982/83 | 3  | Bezirksliga > Bezirk Frankfurt (Oder) - Staffel Süd   | 13.(14) | 5 | 6 | 15 | 45:61 | 16:36 |
| 1983/84 | 4  | Bezirksklasse > Bezirk Frankfurt (Oder) - Staffel Süd | 12.(16) | 12 | 1 | 17 | 60:75 | 25:35 |
| 1984/85 | 4  | Bezirksklasse > Bezirk Frankfurt (Oder) - Staffel Süd | 03.(16) | 17 | 3 | 10 | 62:47 | 37:23 |
| 1985/86 | 4  | Bezirksklasse > Bezirk Frankfurt (Oder) - Staffel Süd | 12.(16) | 12 | 4 | 14 | 55:62 | 28:32 |
| 1986/87 | 4  | Bezirksklasse > Bezirk Frankfurt (Oder) - Staffel Süd | 01.(16) | 20 | 2 | 8 | 72:31 | 42:18 |
| 1987/88 | 3  | Bezirksliga > Bezirk Frankfurt (Oder)                 | 05.(16) | 12 | 8 | 10 | 55:53 | 32:28 |
| 1988/89 | 3  | Bezirksliga > Bezirk Frankfurt (Oder)                 | 09.(16) | 13 | 3 | 14 | 64:62 | 29:31 |
| 1989/90 | 3  | Bezirksliga > Bezirk Frankfurt (Oder)                 | 06.(15) | 13 | 4 | 11 | 57:48 | 30:26 |
| 1990/91 1 | 4  | Bezirksliga > Bezirk Frankfurt (Oder)                 | 02.(14) | 18 | 5 | 3 | 73:25 | 41:11 |
| 1991/92 2 | 5  | Verbandsliga > Land Brandenburg                       | 13.(16) | 8 | 5 | 17 | 38:56 | 21:39 |
| 1992/93 | 5  | Verbandsliga > Land Brandenburg                       | 10.(16) | 9 | 7 | 14 | 43:55 | 25:35 |
| 1993/94 | 5  | Verbandsliga > Land Brandenburg                       | 15.(16) | 4 | 9 | 17 | 31:74 | 17:43 |
| 1994/95 | 5  | Verbandsliga > Land Brandenburg                       | 16.(16) | 1 | 3 | 26 | 20:106 | 05:55 |
| 1995/96 | 6  | Landesliga > Land Brandenburg - Staffel Süd           | 05.(16) | 16 | 4 | 10 | 54:37 | 52 |
| 1996/97 | 6  | Landesliga > Land Brandenburg - Staffel Süd           | 11.(16) | 10 | 2 | 18 | 46:86 | 32 |
| 1997/98 | 6  | Landesliga > Land Brandenburg - Staffel Süd           | 16.(16) | 2 | 7 | 21 | 25:95 | 13 |
| 1998/99 | 7  | Landesklasse > Land Brandenburg - Staffel Ost         | 07.(16) | 14 | 2 | 14 | 63:76 | 44 |
| 1999/00 | 7  | Landesklasse > Land Brandenburg - Staffel Ost         | 13.(16) | 8 | 6 | 16 | 37:59 | 30 |
| 2000/01 | 7  | Landesklasse > Land Brandenburg - Staffel Ost         | 05.(16) | 14 | 8 | 8 | 44:39 | 50 |
| 2001/02 | 7  | Landesklasse > Land Brandenburg - Staffel Ost         | 06.(16) | 14 | 4 | 12 | 62:52 | 46 |
| 2002/03 | 7  | Landesklasse > Land Brandenburg - Staffel Ost         | 10.(16) | 10 | 7 | 13 | 53:64 | 37 |
| 2003/04 | 7  | Landesklasse > Land Brandenburg - Staffel Ost         | 01.(16) | 18 | 6 | 6 | 68:27 | 60 |
| 2004/05 | 6  | Landesliga > Land Brandenburg - Staffel Süd           | 04.(16) | 14 | 5 | 11 | 64:47 | 47 |
| 2005/06 | 6  | Landesliga > Land Brandenburg - Staffel Süd           | 15.(16) | 5 | 12 | 13 | 39:55 | 27 |
| 2006/07 | 7  | Landesklasse > Land Brandenburg - Staffel Ost         | 11.(15) | 8 | 7 | 13 | 52:58 | 31 |
| 2007/08 | 7  | Landesklasse > Land Brandenburg - Staffel Ost         | 03.(16) | 14 | 7 | 9 | 65:49 | 49 |
| 2008/09 3 | 8  | Landesklasse > Land Brandenburg - Staffel Ost         | 02.(16) | 19 | 6 | 5 | 90:51 | 63 |
| 2009/10 | 8  | Landesklasse > Land Brandenburg - Staffel Ost         | 05.(16) | 15 | 5 | 10 | 57:60 | 50 |
| 2010/11 | 8  | Landesklasse > Land Brandenburg - Staffel Ost         | 11.(16) | 10 | 6 | 14 | 51:64 | 36 |
| 2011/12 | 8  | Landesklasse > Land Brandenburg - Staffel Ost         | 16.(16) | 10 | 3 | 17 | 49:72 | 33 |
| 2012/13 | 9  | Kreisliga > Kreis Oder/Neiße                          | 01.(14) | 22 | 1 | 3 | 87:25 | 67 |
| 2013/14 | 8  | Landesklasse > Land Brandenburg - Staffel Ost         | 08.(15) | 13 | 6 | 9 | 62:54 | 45 |
| 2014/15 | 8  | Landesklasse > Land Brandenburg - Staffel Ost         | 12.(16) | 11 | 5 | 14 | 48:67 | 38 |
| 2015/16 | 8  | Landesklasse > Land Brandenburg - Staffel Ost         | 15.(15) | 1 | 9 | 18 | 30:69 | 12 |
| Anmerkung: 1 Einführung in den Spielbetrieb vom DFB mit gleichzeitiger Ligareform, daher Änderung der Ligastufe                                     |    |                                                       | | | | | | |
| Anmerkung: 2 Abschaffung der Bezirksliga mit Änderung in Verbandsliga. Aufgrund der Einführung der Regionalliga wurde erneut die Ligastufe geändert |    |                                                       | | | | | | |
| Anmerkung: 3 Aufgrund Ligareform wurde die Spielstufe geändert                                                                                      |    |                                                       | | | | | | |
| Legende: aufgestiegen ---- abgestiegen |    |                                                       | | | | | | |

| Pokalergebnisse                                                         | | | | | | | |
| Saison                                                                  | Wettbewerb | Wettbewerb | Runde | Gegner | Gegner | Gegner | Ergebnis |
| 1951/52 - 1973/74                                                       | In diesem Artikel oder Abschnitt fehlen noch wichtige Informationen. Hilf der Wikipedia, indem du sie recherchierst und einfügst . | In diesem Artikel oder Abschnitt fehlen noch wichtige Informationen. Hilf der Wikipedia, indem du sie recherchierst und einfügst . | In diesem Artikel oder Abschnitt fehlen noch wichtige Informationen. Hilf der Wikipedia, indem du sie recherchierst und einfügst . | In diesem Artikel oder Abschnitt fehlen noch wichtige Informationen. Hilf der Wikipedia, indem du sie recherchierst und einfügst . | In diesem Artikel oder Abschnitt fehlen noch wichtige Informationen. Hilf der Wikipedia, indem du sie recherchierst und einfügst . | In diesem Artikel oder Abschnitt fehlen noch wichtige Informationen. Hilf der Wikipedia, indem du sie recherchierst und einfügst . | In diesem Artikel oder Abschnitt fehlen noch wichtige Informationen. Hilf der Wikipedia, indem du sie recherchierst und einfügst . |
| 1974/75                                                                 | FDGB-Pokal | FDGB-Pokal | 1. Hauptrunde | BSG Motor Eberswalde | BSG Motor Eberswalde | BSG Motor Eberswalde | 0:1 n. V. |
| 1975/76 - 1991/92                                                       | In diesem Artikel oder Abschnitt fehlen noch wichtige Informationen. Hilf der Wikipedia, indem du sie recherchierst und einfügst . | In diesem Artikel oder Abschnitt fehlen noch wichtige Informationen. Hilf der Wikipedia, indem du sie recherchierst und einfügst . | In diesem Artikel oder Abschnitt fehlen noch wichtige Informationen. Hilf der Wikipedia, indem du sie recherchierst und einfügst . | In diesem Artikel oder Abschnitt fehlen noch wichtige Informationen. Hilf der Wikipedia, indem du sie recherchierst und einfügst . | In diesem Artikel oder Abschnitt fehlen noch wichtige Informationen. Hilf der Wikipedia, indem du sie recherchierst und einfügst . | In diesem Artikel oder Abschnitt fehlen noch wichtige Informationen. Hilf der Wikipedia, indem du sie recherchierst und einfügst . | In diesem Artikel oder Abschnitt fehlen noch wichtige Informationen. Hilf der Wikipedia, indem du sie recherchierst und einfügst . |
| 1992/93                                                                 | Landespokal > Land Brandenburg | Landespokal > Land Brandenburg | 1. Runde | Müllroser SV 1898 | Müllroser SV 1898 | Müllroser SV 1898 | 5:3 |
| 1992/93                                                                 | Landespokal > Land Brandenburg | Landespokal > Land Brandenburg | 2. Runde | Eisenhüttenstädter FC Stahl | Eisenhüttenstädter FC Stahl | Eisenhüttenstädter FC Stahl | 1:2 n. V. |
| 1993/94                                                                 | Landespokal > Land Brandenburg | Landespokal > Land Brandenburg | 1. Runde | FV Blau-Weiß 90 Briesen | FV Blau-Weiß 90 Briesen | FV Blau-Weiß 90 Briesen | 1:3 |
| 1994/95                                                                 | Landespokal > Land Brandenburg | Landespokal > Land Brandenburg | 1. Runde | SV Blau-Weiß Groß Lindow | SV Blau-Weiß Groß Lindow | SV Blau-Weiß Groß Lindow | 2:5 |
| 1995/96                                                                 | Landespokal > Land Brandenburg | Landespokal > Land Brandenburg | 1. Runde | SV Grün Weiß Mellensee | SV Grün Weiß Mellensee | SV Grün Weiß Mellensee | 5:0 |
| 1995/96                                                                 | Landespokal > Land Brandenburg | Landespokal > Land Brandenburg | 2. Runde | FSV Glückauf Brieske-Senftenberg                                                                                                   | FSV Glückauf Brieske-Senftenberg                                                                                                   | FSV Glückauf Brieske-Senftenberg                                                                                                   | 1:6 |
| 1996/97                                                                 | Landespokal > Land Brandenburg | Landespokal > Land Brandenburg | 1. Runde | SG Blau Gelb Laubsdorf | SG Blau Gelb Laubsdorf | SG Blau Gelb Laubsdorf | 1:4 |
| 1997/98                                                                 | Landespokal > Land Brandenburg | Landespokal > Land Brandenburg | 1. Runde | FSV Viktoria Cottbus | FSV Viktoria Cottbus | FSV Viktoria Cottbus | 1:3 |
| 1998/99                                                                 | Landespokal > Land Brandenburg | Landespokal > Land Brandenburg | 1. Runde | Müllroser SV 1898 | Müllroser SV 1898 | Müllroser SV 1898 | 0:4 |
| 1999/00                                                                 | Landespokal > Land Brandenburg | Landespokal > Land Brandenburg | 1. Runde | SV Blau-Weiß Groß Lindow | SV Blau-Weiß Groß Lindow | SV Blau-Weiß Groß Lindow | 3:2 |
| 1999/00                                                                 | Landespokal > Land Brandenburg | Landespokal > Land Brandenburg | 2. Runde | TV 1861 Forst | TV 1861 Forst | TV 1861 Forst | 3:2 |
| 1999/00                                                                 | Landespokal > Land Brandenburg | Landespokal > Land Brandenburg | 3. Runde | FC 98 Hennigsdorf | FC 98 Hennigsdorf | FC 98 Hennigsdorf | 0:2 |
| 2000/01                                                                 | Landespokal > Land Brandenburg | Landespokal > Land Brandenburg | 1. Runde | SV Fichte Kunersdorf | SV Fichte Kunersdorf | SV Fichte Kunersdorf | 0:2 |
| 2001/02                                                                 | Landespokal > Land Brandenburg | Landespokal > Land Brandenburg | 1. Runde | SpVgg Blau Weiß Vetschau | SpVgg Blau Weiß Vetschau | SpVgg Blau Weiß Vetschau | 3:1 |
| 2001/02                                                                 | Landespokal > Land Brandenburg | Landespokal > Land Brandenburg | 2. Runde | Eisenhüttenstädter FC Stahl II | Eisenhüttenstädter FC Stahl II | Eisenhüttenstädter FC Stahl II | 2:7 |
| 2002/03                                                                 | Landespokal > Land Brandenburg | Landespokal > Land Brandenburg | 1. Runde | FSV Union Fürstenwalde | FSV Union Fürstenwalde | FSV Union Fürstenwalde | 0:8 |
| 2003/04                                                                 | Landespokal > Land Brandenburg | Landespokal > Land Brandenburg | 1. Runde | FV Erkner | FV Erkner | FV Erkner | 4:3 n. V. |
| 2003/04                                                                 | Landespokal > Land Brandenburg | Landespokal > Land Brandenburg | 2. Runde | MSV Hanse Frankfurt (Oder) | MSV Hanse Frankfurt (Oder) | MSV Hanse Frankfurt (Oder) | 1:5 n. V. |
| 2004/05                                                                 | Landespokal > Land Brandenburg | Landespokal > Land Brandenburg | 1. Runde | SV Blau-Weiß Groß Lindow | SV Blau-Weiß Groß Lindow | SV Blau-Weiß Groß Lindow | 3:5 n. E. |
| 2005/06                                                                 | Landespokal > Land Brandenburg | Landespokal > Land Brandenburg | 1. Runde | 1. FC Guben II | 1. FC Guben II | 1. FC Guben II | 1:3 |
| 2006/07                                                                 | Kreispokal > Kreis Oder/Neiße | Kreispokal > Kreis Oder/Neiße | 1. Runde | Freilos | Freilos | Freilos | Freilos |
| 2006/07                                                                 | Kreispokal > Kreis Oder/Neiße | Kreispokal > Kreis Oder/Neiße | 2. Runde | FSV Germania Storkow 90 | FSV Germania Storkow 90 | FSV Germania Storkow 90 | 4:3 n. V. |
| 2006/07                                                                 | Kreispokal > Kreis Oder/Neiße | Kreispokal > Kreis Oder/Neiße | Achtelfinale | SC Eintracht Miersdorf/Zeuthen | SC Eintracht Miersdorf/Zeuthen | SC Eintracht Miersdorf/Zeuthen | 1:2 |
| 2007/08                                                                 | Landespokal > Land Brandenburg | Landespokal > Land Brandenburg | Vorrunde | SV Grün-Weiß Lübben II | SV Grün-Weiß Lübben II | SV Grün-Weiß Lübben II | 4:1 |
| 2007/08                                                                 | Landespokal > Land Brandenburg | Landespokal > Land Brandenburg | 1. Runde | MSV Hanse Frankfurt (Oder) | MSV Hanse Frankfurt (Oder) | MSV Hanse Frankfurt (Oder) | 3:0 |
| 2007/08                                                                 | Landespokal > Land Brandenburg | Landespokal > Land Brandenburg | 2. Runde | Breesener SV Guben-Nord | Breesener SV Guben-Nord | Breesener SV Guben-Nord | 2:1 |
| 2007/08                                                                 | Landespokal > Land Brandenburg | Landespokal > Land Brandenburg | 3. Runde | Ludwigsfelder FC | Ludwigsfelder FC | Ludwigsfelder FC | 1:2 |
| 2008/09                                                                 | Landespokal > Land Brandenburg | Landespokal > Land Brandenburg | 1. Runde | SG Burg | SG Burg | SG Burg | 1:2 |
| 2009/10                                                                 | Landespokal > Land Brandenburg | Landespokal > Land Brandenburg | 1. Runde | SV Victoria Seelow | SV Victoria Seelow | SV Victoria Seelow | 1:3 |
| 2010/11                                                                 | Landespokal > Land Brandenburg | Landespokal > Land Brandenburg | 1. Runde | Kolkwitzer SV 1896 | Kolkwitzer SV 1896 | Kolkwitzer SV 1896 | 1:2 n. V. |
| 2011/12                                                                 | Kreispokal > Kreis Oder/Neiße | Kreispokal > Kreis Oder/Neiße | 1. Runde | Freilos | Freilos | Freilos | Freilos |
| 2011/12                                                                 | Kreispokal > Kreis Oder/Neiße | Kreispokal > Kreis Oder/Neiße | Achtelfinale | FC Union Frankfurt (Oder) | FC Union Frankfurt (Oder) | FC Union Frankfurt (Oder) | 1:4 |
| 2012/13                                                                 | Kreispokal > Kreis Oder/Neiße | Kreispokal > Kreis Oder/Neiße | 1. Runde | Freilos | Freilos | Freilos | Freilos |
| 2012/13                                                                 | Kreispokal > Kreis Oder/Neiße | Kreispokal > Kreis Oder/Neiße | Achtelfinale | SV Astoria Rießen | SV Astoria Rießen | SV Astoria Rießen | 3:2 |
| 2012/13                                                                 | Kreispokal > Kreis Oder/Neiße | Kreispokal > Kreis Oder/Neiße | Viertelfinale | SV Union Booßen | SV Union Booßen | SV Union Booßen | 3:5 |
| 2013/14                                                                 | Kreispokal > Kreis Oder/Neiße | Kreispokal > Kreis Oder/Neiße | 1. Runde | Freilos | Freilos | Freilos | Freilos |
| 2013/14                                                                 | Kreispokal > Kreis Oder/Neiße | Kreispokal > Kreis Oder/Neiße | Achtelfinale | Müllroser SV 1898 | Müllroser SV 1898 | Müllroser SV 1898 | 3:2 |
| 2013/14                                                                 | Kreispokal > Kreis Oder/Neiße | Kreispokal > Kreis Oder/Neiße | Viertelfinale | Möbiskruger SV 1967 | Möbiskruger SV 1967 | Möbiskruger SV 1967 | 2:0 |
| 2013/14                                                                 | Kreispokal > Kreis Oder/Neiße | Kreispokal > Kreis Oder/Neiße | Halbfinale | SV Astoria Rießen | SV Astoria Rießen | SV Astoria Rießen | 2:0 |
| 2013/14                                                                 | Kreispokal > Kreis Oder/Neiße | Kreispokal > Kreis Oder/Neiße | Finale | VfB Fünfeichen | VfB Fünfeichen | VfB Fünfeichen | 4:3 n. V. |
| 2014/15                                                                 | Landespokal > Land Brandenburg | Landespokal > Land Brandenburg | Vorrunde | SG Grün Weiß Rehfelde | SG Grün Weiß Rehfelde | SG Grün Weiß Rehfelde | 5:3 |
| 2014/15                                                                 | Landespokal > Land Brandenburg | Landespokal > Land Brandenburg | 1. Runde | Oranienburger FC Eintracht 1901 | Oranienburger FC Eintracht 1901 | Oranienburger FC Eintracht 1901 | 0:6 |
| 2014/15                                                                 | Kreispokal > Kreis Ostbrandenburg                                                                                                  | Kreispokal > Kreis Ostbrandenburg                                                                                                  | 1. Runde | 1. FC Fürstenberg | 1. FC Fürstenberg | 1. FC Fürstenberg | 9:0 |
| 2014/15                                                                 | Kreispokal > Kreis Ostbrandenburg                                                                                                  | Kreispokal > Kreis Ostbrandenburg                                                                                                  | 2. Runde | FC Rot-Weiß Neuenhagen | FC Rot-Weiß Neuenhagen | FC Rot-Weiß Neuenhagen | 3:1 |
| 2014/15                                                                 | Kreispokal > Kreis Ostbrandenburg                                                                                                  | Kreispokal > Kreis Ostbrandenburg                                                                                                  | Achtelfinale | SV Blau-Weiß Heinersdorf | SV Blau-Weiß Heinersdorf | SV Blau-Weiß Heinersdorf | 4:3 |
| 2014/15                                                                 | Kreispokal > Kreis Ostbrandenburg                                                                                                  | Kreispokal > Kreis Ostbrandenburg                                                                                                  | Viertelfinale | SV Preußen 90 Beeskow | SV Preußen 90 Beeskow | SV Preußen 90 Beeskow | 1:2 |
| 2015/16                                                                 | Kreispokal > Kreis Ostbrandenburg                                                                                                  | Kreispokal > Kreis Ostbrandenburg                                                                                                  | 1. Runde | SV Grün-Weiß Letschin 1922 | SV Grün-Weiß Letschin 1922 | SV Grün-Weiß Letschin 1922 | 0:4 |
| Anmerkung: Alle Ergebnisse aus der Sicht von SG Aufbau Eisenhüttenstadt | | | | | | | |
| Legende: Pokalgewinn                                                    | | | | | | | |

## Vereinserfolge
In den 65 Jahren konnte die SG Aufbau Eisenhüttenstadt auf zahlreiche Erfolge im Amateurbereich zurückschauen. Der Verein konnte zu den 6 Meisterschaften und 2 Pokalsiegen auch andere zahlreiche Turniere gewinnen.
| Pokalvitrine                                            |                                                         |                                                               |                                                               |                                                           |                                                           |                                                              |                                  |
| KREISKLASSE Bezirk Frankfurt (Oder) MEISTER - 1951/52 - | KREISKLASSE Bezirk Frankfurt (Oder) MEISTER - 1960/61 - | BEZIRKSKLASSE Bezirk Frankfurt (Oder) VIZEMEISTER - 1964/65 - | BEZIRKSKLASSE Bezirk Frankfurt (Oder) VIZEMEISTER - 1965/66 - | BEZIRKSKLASSE Bezirk Frankfurt (Oder) MEISTER - 1966/67 - | BEZIRKSKLASSE Bezirk Frankfurt (Oder) MEISTER - 1986/87 - | BEZIRKSPOKAL Bezirk Frankfurt (Oder) POKALSIEGER - 1972/73 - | FDGB-POKAL TEILNAHME - 1973/74 - |
| LANDESKLASSE Land Brandenburg MEISTER - 2003/04 -       | LANDESPOKAL Land Brandenburg ACHTELFINALE - 2007/08 -   | LANDESKLASSE Land Brandenburg VIZEMEISTER - 2008/09 -         | KREISLIGA Kreis Oder/Neiße MEISTER - 2012/13 -                | KREISPOKAL Kreis Ostbrandenburg POKALSIEGER - 2013/14 -   |                                                           |                                                              |                                  |

## Personen von besonderer Bedeutung
- Werner Hilbert
  - war DDR-Oberligaspieler bei SC Aufbau Magdeburg und beendete seine Fußballer-Laufbahn bei BSG Aufbau Eisenhüttenstadt.
- Jana Schadrack
  - begann ihre Laufbahn bei der SG Aufbau Eisenhüttenstadt, sie war Bundesligaspielerin beim 1. FFC Turbine Potsdam und deutsche Nationalspielerin
    - 1× Deutscher Meister, 2× Deutscher Pokalsieger und 1× UEFA Women’s Cup Sieger
- Amadeus Wallschläger
  - begann als Fußballspieler bei der SG Aufbau Eisenhüttenstadt, er spielte von 2001 bis 2008 bei Hertha BSC.
- Kay Wehner
  - begann als Fußballspieler bei der BSG Aufbau Eisenhüttenstadt, er war Zweitligaspieler bei FC Energie Cottbus und SV Wacker Burghausen
    - 2× Aufstieg in die 2. Bundesliga und Erreichen des DFB-Pokalfinales 1996/97 gegen den VfB Stuttgart (0:2)

- Roland Steinfurth
  - Rekordtrainer der SG Aufbau Eisenhüttenstadt mit ~220 Einsätzen als Trainer
- Frank Müller
  - Rekordspieler der SG Aufbau Eisenhüttenstadt mit ~191 Spielen
- Aron Mentz
  - Rekordtorschütze der SG Aufbau Eisenhüttenstadt mit ~108 Toren